# Liga TDP Femenil 2024-2025
La Temporada 2024-25 de la Liga TDP Femenil fue el primer torneo histórico de esta división. El circuito está organizado por la Liga TDP, para convertirse en el primer circuito exclusivo para las futbolistas mexicanas.

## Formato de competencia
Los 46 equipos se dividen por zonas geográficas quedando 5 grupos de 8 a 10 equipos, donde todos los grupos tienen un calendario de juegos en formato de round robin a visita recíproca.
Por cada juego se otorgan 3 puntos al vencedor, un punto por empate más un punto extra que se define en series de penales que se adjudica el ganador y 0 puntos por derrota.
Al final de la fase regular, avanzaron a la liguilla un total de 16 equipos. El equipo que termine como líder general de la competencia, es decir, el que haya terminado con el mejor cociente (debido a que no todos disputarán la misma cantidad de partidos, se realiza un promedio de puntos entre encuentros disputados), obtendrá el primer boleto para la fase final, mientras que los otros 15 clubes serán los primeros tres lugares de cada uno de los cinco grupos.
Todos los equipos que avancen serán ordenados de acuerdo con su cociente en la temporada de mayor a menor. Posteriormente se jugarán rondas sucesivas: octavos de final, cuartos de final, semifinales y final.

## Equipos participantes

### Grupo 1
8 clubes de Ciudad de México, Estado de México, Hidalgo y Michoacán
| Equipo                 | Nombre registrado      | Ciudad                          | Estadio                               |
| ---------------------- | ---------------------- | ------------------------------- | ------------------------------------- |
| Artesanos Metepec      | Artesanos Metepec      | Metepec, Estado de México       | Unidad Deportiva Alarcón Hisojo       |
| Atlético Inter Capital | Atlético Inter Capital | Benito Juárez, Ciudad de México | Centro Deportivo Benito Juárez        |
| Bucaneros de Zitácuaro | Bucaneros de Zitácuaro | Zitácuaro, Michoacán            | Unidad Deportiva La Joya              |
| Club Carsaf            | Azucareros de Tezonapa | Iztacalco, Ciudad de México     | Deportivo Lázaro Cárdenas             |
| Halcones F. C.         | Halcones F. C.         | Uruapan, Michoacán              | Unidad Deportiva Hermanos López Rayón |
| Héroes de Zaci         | Héroes de Zaci         | Tepeji del Río, Hidalgo         | Deportivo Tepeji                      |
| Proyecto México Soccer | Grupo Sherwood         | Ixtlahuaca, Estado de México    | Deportivo El Picoso                   |
| San Pedro 7-10 F. C.   | San Pedro 7-10 F. C.   | Cuajimalpa, Ciudad de México    | International Football Academy        |

### Grupo 2
10 equipos de Ciudad de México, Estado de México e Hidalgo
| Equipo                    | Nombre registrado         | Ciudad                                | Estadio                         |
| ------------------------- | ------------------------- | ------------------------------------- | ------------------------------- |
| Academia Mineros CDMX     | CH Fútbol Club            | Iztacalco, Ciudad de México           | Jesús Martínez "Palillo"        |
| Aragón F. C.              | Aragón F. C.              | Gustavo A. Madero, Ciudad de México   | Deportivo Francisco Zarco       |
| Bombarderos de Tecámac    | Bombarderos de Tecámac    | Tecámac, Estado de México             | Deportivo Sierra Hermosa        |
| CEFOR Mexiquense          | Promodep Central          | Ecatepec, Estado de México            | Revolución 30-30                |
| Club Unión F. C.          | Club Unión F. C.          | Ecatepec, Estado de México            | Titanium Soccer                 |
| Halcones Zúñiga S. C.     | Halcones Zúñiga S. C.     | Gustavo A. Madero, Ciudad de México   | Deportivo Miguel Alemán         |
| Mineras CEUMH             | Atlético Cuernavaca       | Cadena, Hidalgo                       | Campo Horacio Baños             |
| C.D. Muxes                | C.D. Muxes                | Venustiano Carranza, Ciudad de México | Deportivo Plutarco Elías Calles |
| Sangre de Campeón         | Sangre de Campeón         | Tultitlán, Estado de México           | Nou Camp 1                      |
| Santiago Tulantepec F. C. | Santiago Tulantepec F. C. | Santiago Tulantepec, Hidalgo          | Cancha Edna de Santiago         |

### Grupo 3
9 equipos de Ciudad de México, Estado de México, Morelos, Puebla y Tlaxcala
| Equipo                  | Nombre registrado              | Ciudad                                | Estadio                         |
| ----------------------- | ------------------------------ | ------------------------------------- | ------------------------------- |
| Atlético Real Morelos   | Atlético Real Morelos          | Xochitepec, Morelos                   | Deportivo La Lagunilla          |
| Caudillas Fuerza 3      | Caudillas Fuerza 3             | Emiliano Zapata, Morelos              | General Emiliano Zapata         |
| CDM F. C.               | CDM F. C.                      | Venustiano Carranza, Ciudad de México | Deportivo Plutarco Elías Calles |
| CEFOR Mario Gálvez      | Club Marina                    | Milpa Alta, Ciudad de México          | Momoxco                         |
| CILESI F. C.            | CILESI F. C.                   | Xochimilco, Ciudad de México          | Deportivo Huayamilpas           |
| Deportivo JEM F. C.     | Club Unión Magdalena Contreras | Mazatecochco, Tlaxcala                | San José del Agua               |
| Guerreras Tlamanalco    | FORMAFUTINTEGRAL               | Tlalmanalco, Estado de México         | Deportivo San Rafael            |
| Oceanía F. C.           | Oceanía F. C.                  | Gustavo A. Madero, Ciudad de México   | Deportivo Plutarco Elías Calles |
| Sporting Puebla Femenil | Tlapa F. C.                    | Ejido del Centro, Puebla              | Santa Isabel                    |

### Grupo 4
9 equipos de Jalisco, Michoacán, Nayarit y Zacatecas 
| Equipo                 | Nombre registrado      | Ciudad                | Estadio                              |
| ---------------------- | ---------------------- | --------------------- | ------------------------------------ |
| Acatlán F. C.          | Acatlán F. C.          | Zapopan, Jalisco      | Deportivo Tabachines                 |
| Agaveros F. C.         | Agaveros F. C.         | Tlajomulco, Jalisco   | Deportivo del Valle                  |
| Alfareros de Tonalá    | Alfareros de Tonalá    | Tonalá, Jalisco       | Deportivo Jalisciense                |
| Deportivo Zamora F.C.  | Deportivo Zamora F.C.  | Zamora, Michoacán     | Unidad Deportiva El Chamizal         |
| Gorilas de Juanacatlán | Gorilas de Juanacatlán | Juanacatlán, Jalisco  | Club Juanacatlán                     |
| Moncaro F. C.          | Moncaro F. C.          | El Salto, Jalisco     | Club Deportivo Atlante               |
| Pequeñas Golden        | AFAR Manzanillo        | Las Pintitas, Jalisco | Unidad Deportiva Minerales           |
| Tigres de Álica F. C.  | Tigres de Álica F. C.  | Tepic, Nayarit        | Nicolás Álvarez Ortega               |
| Tuzas de la UAZ        | Tuzas de la UAZ        | Zacatecas, Zacatecas  | Universitario Unidad Deportiva Norte |

### Grupo 5
10 equipos de Aguascalientes, Guanajuato, Querétaro y San Luis Potosí
| Equipo                    | Nombre registrado         | Ciudad                               | Estadio                              |
| ------------------------- | ------------------------- | ------------------------------------ | ------------------------------------ |
| Gud Amigas Guanajuato     | Inter Guanajuato          | Guanajuato, Guanajuato               | Unidad Deportiva Torres Landa        |
| Inter Corregidora         | Club Querétaro 3D         | Querétaro, Querétaro                 | Unidad Deportiva Reforma Lomas       |
| La Piedad Querétaro       | La Piedad Querétaro       | Querétaro, Querétaro                 | El Infiernillo                       |
| Lobos ULMX                | Inter de Querétaro        | Celaya, Guanajuato                   | Universidad Latina de México         |
| Magos Unión Deportiva     | Magos Unión Deportiva     | San Francisco del Rincón, Guanajuato | Deportiva J. Jesús Rodríguez Barba   |
| Mineros Querétaro         | Mineros Querétaro         | Colón, Querétaro                     | Universidad CEICKOR                  |
| Pabellón F. C.            | Pabellón F. C.            | Aguascalientes, Aguascalientes       | Deportivo La Fortuna                 |
| Potosinos F. C.           | Potosinos F. C.           | San Luis Potosí, San Luis Potosí     | Unidad Deportiva Adolfo López Mateos |
| C. D. San Juan del Río    | C. D. San Juan del Río    | San Juan del Río, Querétaro          | Unidad Deportiva Norte               |
| Santa Ana del Conde F. C. | Santa Ana del Conde F. C. | Santa Ana del Conde, Guanajuato      | Cancha El Roble                      |

## Tablas Generales

### Grupo I
| Pos. | Equipos                            | PJ | PG | PE | PP | GF | GC | Dif. | Pe | Pts. | Por    |
| ---- | ---------------------------------- | -- | -- | -- | -- | -- | -- | ---- | -- | ---- | ------ |
| 1.   | Halcones Fútbol Club               | 14 | 12 | 1  | 1  | 51 | 6  | +45  | 0  | 37   | 2.6429 |
| 2.   | San Pedro 7-10 FC                  | 14 | 9  | 3  | 2  | 32 | 19 | +13  | 1  | 31   | 2.2143 |
| 3.   | Proyecto México Soccer             | 14 | 7  | 3  | 4  | 34 | 17 | +17  | 2  | 26   | 1.8571 |
| 4.   | BFC                                | 14 | 5  | 4  | 5  | 17 | 21 | -4   | 3  | 22   | 1.5714 |
| 5.   | Artesanos Metepec                  | 14 | 5  | 2  | 7  | 25 | 24 | +1   | 1  | 18   | 1.2857 |
| 6.   | Club Atlético Intercapital Femenil | 14 | 4  | 3  | 7  | 13 | 29 | -16  | 3  | 18   | 1.2857 |
| 7.   | Club Carsaf                        | 14 | 3  | 6  | 5  | 19 | 23 | -4   | 1  | 16   | 1.1429 |
| 8.   | Héroes de Zaci FC                  | 14 | 0  | 0  | 14 | 3  | 55 | -52  | 0  | 0    | 0      |

|  | Clasificado para la Fase Final. |
|  | Último de Grupo.                |

### Grupo II
| Pos. | Equipos                     | PJ | PG | PE | PP | GF | GC | Dif. | Pe | Pts. | Por    |
| ---- | --------------------------- | -- | -- | -- | -- | -- | -- | ---- | -- | ---- | ------ |
| 1.   | Club Atlético Aragón        | 18 | 18 | 0  | 0  | 64 | 5  | +59  | 0  | 54   | 3.0000 |
| 2.   | Mineras CEUMH               | 18 | 15 | 1  | 2  | 79 | 7  | +72  | 1  | 47   | 2.6111 |
| 3.   | Academia Mineros CDMX       | 18 | 12 | 1  | 5  | 45 | 18 | +27  | 1  | 38   | 2.1111 |
| 4.   | Bombarderos de Tecámac      | 18 | 10 | 4  | 1  | 28 | 17 | -11  | 1  | 35   | 1.9444 |
| 5.   | Santiago Tulantepec F. C.   | 18 | 5  | 5  | 8  | 18 | 27 | -9   | 4  | 24   | 1.3333 |
| 6.   | Club Deportivo Muxes        | 18 | 4  | 6  | 8  | 18 | 35 | -17  | 5  | 23   | 1.2778 |
| 7.   | Halcones Zúñiga Soccer Club | 18 | 6  | 4  | 8  | 24 | 32 | -8   | 1  | 23   | 1.2778 |
| 8.   | CEFOR Mexiquense            | 18 | 4  | 4  | 10 | 21 | 40 | -19  | 1  | 17   | 0.9444 |
| 9.   | Club Unión F. C.            | 18 | 2  | 1  | 15 | 12 | 58 | -46  | 0  | 7    | 0.3889 |
| 10.  | Sangre de Campeón           | 18 | 0  | 2  | 16 | 8  | 78 | -70  | 0  | 2    | 0.1111 |

|  | Clasificado para la Fase Final como líder nacional. |
|  | Clasificado para la Fase Final.                     |
|  | Último de Grupo.                                    |

### Grupo III
| Pos. | Equipos                  | PJ | PG | PE | PP | GF | GC | Dif. | Pe | Pts. | Por    |
| ---- | ------------------------ | -- | -- | -- | -- | -- | -- | ---- | -- | ---- | ------ |
| 1.   | Deportivo JEM F. C.      | 16 | 12 | 3  | 1  | 44 | 12 | +32  | 3  | 42   | 2.625  |
| 2.   | Caudillos de Morelos     | 16 | 10 | 3  | 3  | 29 | 15 | +14  | 1  | 34   | 2.125  |
| 3.   | CILESI F. C.             | 16 | 7  | 5  | 4  | 27 | 21 | +6   | 2  | 28   | 1.75   |
| 4.   | Oceanía Futbol Club      | 16 | 5  | 6  | 5  | 27 | 26 | +1   | 2  | 23   | 1.4375 |
| 5.   | Sporting Puebla Femenil  | 16 | 6  | 2  | 8  | 16 | 20 | -4   | 2  | 22   | 1.375  |
| 6.   | Club CDM                 | 16 | 5  | 4  | 7  | 23 | 22 | +1   | 1  | 20   | 1.25   |
| 7.   | Atlético Real Morelos 27 | 16 | 5  | 2  | 9  | 21 | 32 | -11  | 1  | 18   | 1.125  |
| 8.   | CEFOR Mario Gálvez       | 16 | 4  | 3  | 9  | 21 | 30 | -9   | 2  | 17   | 1.0625 |
| 9.   | Guerreras Tlamanalco     | 16 | 2  | 4  | 10 | 11 | 41 | -30  | 2  | 12   | 0.75   |

|  | Clasificado para la Fase Final. |
|  | Último de Grupo.                |